# Hugo Matthiessen
Hugo Albert Matthiessen (født 19. december 1881 i Fredericia, død 9. december 1957 i København) var en dansk kulturhistoriker.

## Liv og karriere
Matthiessen var søn af malermester Amandus Matthiessen (død 1932) og hustru Dagmar f. Winther (død 1935). Han blev student 1901, blev mag.art. i historie 1906 og var museumsinspektør ved Nationalmuseets 2. afdeling 1910-49, først som assistent 1911. underinspektør 1914, og inspektør I 1927-49.
Matthiessen var medlem af Vetenskaps-Societeten i Lund 1920, medlem af Det kongelige danske Selskab for Fædrelandets Historie 1933 og af Selskabet for dansk Kulturhistorie 1936, formand for sidstnævnte 1941-50; medlem af Kungliga Gustaf Adolf Akademien i Uppsala 1942, af Kungliga humanistiska Vetenskaps-Samfundet i Uppsala 1943 og af Videnskabernes Selskab 1948. Desuden var han ridder af Dannebrog og Dannebrogsmand.
Matthiessen stod for en stor forskningsmæssig produktion, der særligt omfattede Danmarks købstæder, samfundsforhold i middelalderen og kulturlandskaber. Hans værker ligger i forlængelse af den kulturhistoriske interesse hos Troels Frederik Troels-Lund.
Med sit Nellerød-kamera ydede Matthiessen desuden en pionérindsats i begyndelsen af det 20. århundrede – nærmere bestemt årene 1913-1922 – for at få dokumenteret købstædernes gamle arkitektur fra renæssance, barok og klassicisme. Hver sommer tog han ud og fotograferede en eller flere danske byer. Da mange bygninger – som forudset af Matthiessen – i dag er revet ned, er hans optagelser i dag vigtige vidnesbyrd om datidens kulturmiljøer og arkitektur. Det blev til optagelser fra 75 købstæder, og disse fotografier har siden 1987 været under udgivelse i bogform.
Matthiessen blev gift 28. oktober 1913 med Ellen Matthiessen f. Reitzel, f. 13. januar død 1932, datter af krigsassessor T.F. Reitzel (død 1902) og hustru Dorothea f. Madsen (død 1914).
Matthiessen er begravet på Holmens Kirkegård.

## Forfatterskab
- Bøddel og Galgefugl, 1910.
- Fredericia 1650-1760: Studier og Omrids, 1911.
- Natten, 1914.
- Gamle Gader, 1917.
- De Kagstrøgne, 1919.
- Torv og Hærstræde, 1922.
- Københavnske Gader 1728-1795, 1924.
- Middelalderlige Byer, 1927.
- Hærvejen, 1930.
- Viborg-Veje, 1933.
- Limfjorden: Fortoninger og Strejflys, 1936.
- Den sorte Jyde, 1939.
- Det gamle Land, 1942.
- Snapstinget, 1946.
- Fæstning og Fristed: Interiører med Figurer 1760-1920, 1950.
- En Greve, 1954.
- Hugo Matthiessen (1958), Tjele, Gads Forlag, Wikidata  Q105834869  Posthumt udgivet ufuldendt bog om Blicher.